# Кличка
Кли́чка (рос. Кличка) — селище міського типу у складі Приаргунського округу Забайкальського краю, Росія.

## Населення
Населення — 1786 осіб (2010; 2628 у 2002).